# Stade Aldo-Drosina
Le stade Aldo-Drosina, inauguré en 1939 et rénové en 2010, se situe dans la ville de Pula en Croatie. Il accueille le club de football croate du NK Istra 1961. Il a une capacité de 9 200 places.